# Нейплс-Менор (Флорида)
Нейплс-Менор (англ. Naples Manor) — переписна місцевість (CDP) в США, в окрузі Колльєр штату Флорида. Населення — 5132 особи (2020).

## Географія
Нейплс-Менор розташований за координатами 26°5′23″ пн. ш. 81°43′29″ зх. д. / 26.08972° пн. ш. 81.72472° зх. д. (26.089690, -81.724811).  За даними Бюро перепису населення США в 2010 році переписна місцевість мала площу 1,80 км², з яких 1,75 км² — суходіл та 0,05 км² — водойми.

## Демографія
Згідно з переписом 2010 року, у переписній місцевості мешкали 5562 особи в 1268 домогосподарствах у складі 1135 родин. Густота населення становила 3089 осіб/км².  Було 1430 помешкань (794/км²).
Расовий склад населення:
| - 57,4 % — білих - 19,8 % — чорних або афроамериканців - 0,6 % — корінних американців - 0,4 % — азіатів - 0,1 % — вихідців з тихоокеанських островів - 18,1 % — осіб інших рас |

До двох чи більше рас належало 3,7 %. Частка іспаномовних становила 71,9 % від усіх жителів.
За віковим діапазоном населення розподілялося таким чином: 35,1 % — особи молодші 18 років, 59,8 % — особи у віці 18—64 років, 5,1 % — особи у віці 65 років та старші. Медіана віку мешканця становила 27,5 року. На 100 осіб жіночої статі у переписній місцевості припадало 110,5 чоловіків;  на 100 жінок у віці від 18 років та старших — 113,4 чоловіків також старших 18 років.
Середній дохід на одне домашнє господарство  становив 52 951 долар США (медіана — 35 682), а середній дохід на одну сім'ю — 57 997 доларів (медіана — 38 882). Медіана доходів становила 25 130 доларів для чоловіків та 23 970 доларів для жінок. За межею бідності перебувало 25,7 % осіб, у тому числі 33,8 % дітей у віці до 18 років та 56,4 % осіб у віці 65 років та старших.
Цивільне працевлаштоване населення становило 2048 осіб. Основні галузі зайнятості: мистецтво, розваги та відпочинок — 40,7 %, будівництво — 14,1 %, освіта, охорона здоров'я та соціальна допомога — 12,4 %.